# Eugen Ruge
Eugen Ruge (ur. 24 czerwca 1954 w Soswie, w obwodzie swierdłowskim) – niemiecki pisarz, reżyser i tłumacz języka rosyjskiego.

## Życiorys
Eugen Ruge jest synem historyka Niemieckiej Republiki Demokratycznej, Wolfganga Ruge. W wieku dwóch lat przybył wraz ze swoimi rodzicami do Berlina Wschodniego. Po ukończeniu studiów matematycznych na Uniwersytecie Humboldtów w Berlinie został badaczem w instytucie naukowym Zentralinstitut für Physik der Erde w akademii nauk Akademie der Wissenschaften der DDR. W 1986 r. rozpoczął działalność jako pisarz, filmowiec i autor scenariuszy. W 1988 r. przeprowadził się do Republiki Federalnej Niemiec.
W 2011 r. zadebiutował jako autor powieści pozycją o tytule In Zeiten des abnehmenden Lichts (W czasach, gdy ubywało światła), która została nagrodzona nagrodą literacką Deutscher Buchpreis 2011.
Eugen Ruge jest ojcem czwórki dzieci. Obecnie mieszka w Berlinie i na Rugii.

## Wyróżnienia
- 1992: Fördergabe des Schiller-Gedächtnispreises des Landes Baden-Württemberg[4]
- 2009: Alfred-Döblin-Preis, za swoje pierwsze dzieło literackie In Zeiten des abnehmenden Lichts
- 2011: Aspekte-Literaturpreis, za In Zeiten des abnehmenden Lichts[5]
- 2011: Niemiecka Nagroda Książkowa (Deutscher Buchpreis), za In Zeiten des abnehmenden Lichts